# Lovas Rezső
Lovas Rezső György (Debrecen, 1946. november 17. –) magyar atomfizikus, a Magyar Tudományos Akadémia rendes tagja. Az elméleti magfizika neves kutatója, kutatási területe ezen belül a magreakciók elmélete és a nukleoncsomó-szerkezet. 1991 és 1996 között az MTA Atommagkutató Intézete tudományos igazgatóhelyettese, 1997 és 2008 között az intézet igazgatója.

## Életpályája
1965-ben érettségizett a debreceni Fazekas Mihály Gimnáziumban, majd felvették a Kossuth Lajos Tudományegyetem Természettudományi Kar fizikus szakára, ahol 1970-ben szerzett diplomát. Ezt követően a szintén Debrecenben található MTA Atommagkutató Intézete elméleti fizikai osztályában kapott állást, ahol először aspiránsként dolgozott. 1974-ben védte meg egyetemi doktori disszertációját. Később tudományos segédmunkatársi, munkatársi, majd tudományos tanácsadói beosztásokba került. 1991-ben az intézet tudományos igazgatóhelyettesévé nevezték ki, majd 1997 év elejétől átvette az intézet vezetését. Pozícióját tizenegy éven keresztül töltötte be, emellett kutatóprofesszorrá avatták. 2001-ben Charles Simonyi-ösztöndíjjal kutatott. 1989-ben a Kossuth Lajos Tudományegyetem címzetes docense, 1993-ban címzetes egyetemi tanára lett, ezenkívül a Debreceni Egyetem Fizikai Tudományok Doktori Iskolának oktatója. Magyarországi állásai mellett 1973–1974-ben és 1979-ben az Oxfordi Egyetemen, 1980–1981 Daresburyi Laboratóriumban, 1984–1985-ben a karlsruhei Magkutató Központban volt vendégkutató.
1978-ban védte meg a fizikai tudomány kandidátusi, 1988-ban akadémiai doktori értekezését. Az MTA Magfizikai (később Atommag-fizikai) Bizottságának lett titkára, később tagja. 2004-ben a Magyar Tudományos Akadémia levelező, 2013-ban pedig rendes tagjává választották. 2008 és 2014 között a Fizikai Tudományok Osztálya elnökhelyettese volt. Aktívan részt vett a Tudományetikai, később a Könyv- és Folyóirat-kiadó, valamint a Könyvtári Bizottság munkájában. Intézetigazgatóként az Akadémiai Kutatóhelyek Tanácsának is tagja volt. Az MTA Domus ösztöndíjprogramjának kuratóriumába is bekerült a természettudományok egyik képviselőjeként. 2011-ben a londoni székhelyű Academia Europaea is beválasztotta tagjai sorába. 1995 és 1996 között a Debreceni Universitas igazgatótanácsának elnöke is volt. Emellett közéletileg is aktív: a konzervatív Professzorok Batthyány Köre alapítója, később több éven át alelnöke és elnökségi tagja volt. Részt vett a 2005-ben megjelent Szent István-terv megalkotásában. Közel száz tudományos közlemény szerzője vagy társszerzője. Publikációit magyar vagy angol nyelven adja közre.

## Díjai, elismerései
- Novobátzky Károly-díj (1987)
- Akadémiai Díj (1999)
- Hatvani István-díj (2000)
- Debrecen díszpolgára (2010)
- A Magyar Köztársasági Érdemrend tisztikeresztje (2011)

## Főbb publikációi
- Comparison of the most often used unbound state wave functions in a square well model (társszerző, 1971)
- Model calculations for from and spectroscopic factors in stripping to resonant states. (1974)
- On the self-consistency of the Lane model (1976)
- Strength decoupling from the giant dipole resonance upon diagonalizing a Gaussian force and a δ-force on a particle-hole basis (társszerző, 1978)
- Local-potential alfa-cluster model for 40Ca and 44Ti (társszerző, 1980)
- Low-energy behaviour of the real depth of the proton optical potential (társszerző, 1981)
- Microscopic description of 7Li and 7Be for the DWBA treatment of cluster transfer reactions (társszerző, 1983)
- Nukleoncsomók atommagokban és magreakciókban (1987)
- Fragmentation properties of 6Li (társszerző, 1987)
- Complex scaling in the cluster model: resonances in 8Be (társszerző, 1988)
- Cluster-configuration shell model for alpha decay (társszerző, 1992)
- Absolute alpha decay width of 212Po in a combined shell and cluster model (társszerző, 1992)
- Microscopic multicluster description of neutron-halo nuclei with a stochastic variational method (társszerző, 1994)
- Microscopic theory of cluster radioactivity (társszerző, 1998)
- Structure of 6He with an extended three-cluster model (társszerző, 1999)
- Properties of some exotic five-particle systems (társszerző, 2001)
- Microscopic multicluster model of Li-9,Li-10,Li-11 (társszerző, 2002)
- Structure and reactions of light exotic nuclei (könyv, társszerző, 2003)
- Handbook of Nuclear Chemistry (társszerk., 2011)
- Antibound poles in cut-off Woods-Saxon and strictly finite-range potentials (társszerző, 2012)
- Ütközés és bomlás a fizikában (2014)
- Azonosság és másság: A Pauli-elv az atommagban (2015)